# PVK Olymp Prag
Der PVK Olymp Prag (tschechisch Policejní volejbalový klub Olymp Praha) ist ein 1957 unter dem Namen Rudá Hvězda Praha gegründeter Volleyballverein aus Prag, der vor allem durch seine Frauenmannschaft bekannt geworden ist. Heute spielt der Verein in der Volleyball-Extraliga und konnte diese bisher vier Mal gewinnen.

## Geschichte
Der Verein wurde 1957 als Rudá Hvězda Praha (Roter Stern Prag) gegründet und konnte mit dem tschechoslowakischen Männer-Meistertitel 1966 einen ersten großen Erfolg feiern. In den 1970er und 1980er Jahren dominierte die Frauenmannschaft die 1. Spielklasse der Tschechoslowakei und konnte deren Meisterschaft insgesamt zwölf Mal gewinnen.
Die Männermannschaft war vor allem in den 1980er Jahren erfolgreich, als diese zwischen 1982 und 1992 sieben Mal Meister wurde. 1990 nannte sich der Klub in Policejní volejbalový klub Olymp Praha um und ist seither ein Polizeisportverein und kooperiert mit dem tschechischen Innenministerium. 1993 wurde die Männermannschaft aufgelöst.
1997 und 1999 erreichte die Frauenmannschaft erneut die Meisterschaft in der Extraliga. Danach folgte eine längere Zeit ohne Meistertitel, bevor 2005 im Finale Sokol Frydek-Mistek mit 3:0 besiegt wurde und damit ein weiterer Meistertitel erreicht wurde. 2008 wurden die Frauen erneut Tschechischer Meister.
Aufgrund der nationalen Erfolge spielte die Frauenmannschaft oft international und konnte den höchsten europäischen Klubwettbewerb, den Europapokal der Landesmeister, zweimal gewinnen – 1976 und 1980. Zudem gewann die Frauenmannschaft 1979 den Europapokal der Pokalsieger. In der Saison 2000/01 erreichte das Team das Viertelfinale des Top Team Cups.